# Sōtan

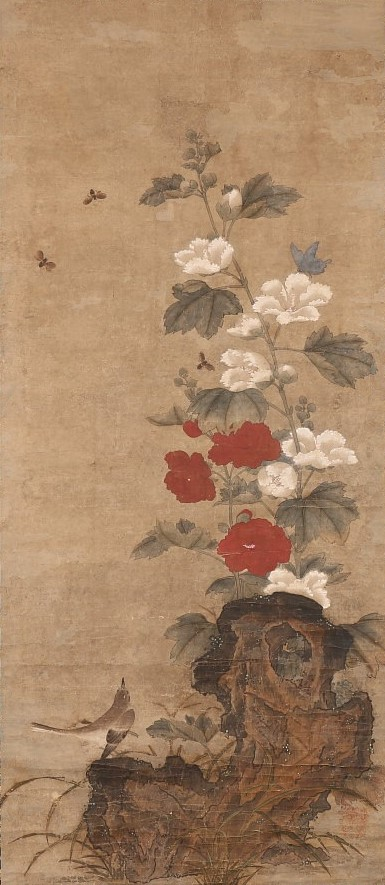
Blumen

Sōtan (japanisch 宗湛, auch Oguri Sōtan (小栗 宗湛) genannt; geboren 1413; gestorben 16. April 1481) war ein japanischer Mönchmaler.

## Leben und Wirken
Sōtan war ein Maler in der mittleren Muromachi-Zeit. Er wurde als Oguri Sukeshige (小栗 助重) geboren. Er nahm den Namen „Sōtan“ an, als er im Alter von 30 Jahren in den Tempel Shōkoku-ji in Kyōto eintrat. Dort studierte er unter dem Maler Shūbun, einem bedeutenden malenden Mönch im Shōkoku-ji. Er trat in die Fußstapfen seines Lehrers und arbeitete für den Shōgun Ashikaga Yoshimasa als offizieller Maler des Shogunats. Er bemalte Fusuma (Schiebetüren) in Tempeln und Gebäuden an verschiedenen Orten wie Ishiyama-dera, Takakuraden (高倉殿) und Shosenken (松泉軒), aber es gibt kaum zuverlässigen Werke.
Das „Rogan-zu“ (蘆雁図) im Yōtoku-in (養徳院) des Daitoku-ji wurde von Sōtan begonnen und von seinem Sohn Sotsugu (宗継) vervollständigt. Weitere Werke sind „Acht Ansichten von Xiaoxiang“, ein bekanntes Thema um einen See in China, das in Japan u. a. als „Acht Ansichten des Biwa-Sees“ übernommen wurde.
Sōtan war angeblich der Lehrer von Kanō Masanobu. Es gibt viele Blumen- und Vogelmalereien (花鳥画, Kachō-ga) in traditioneller Malweise, die ihm zugeschrieben werden.

## Bilder

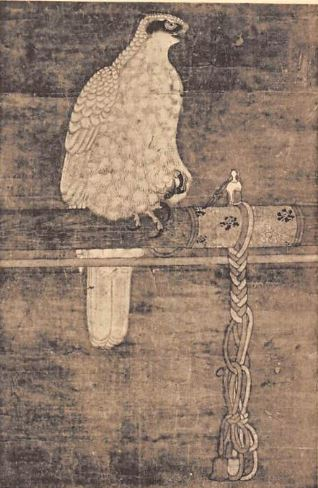
Falke
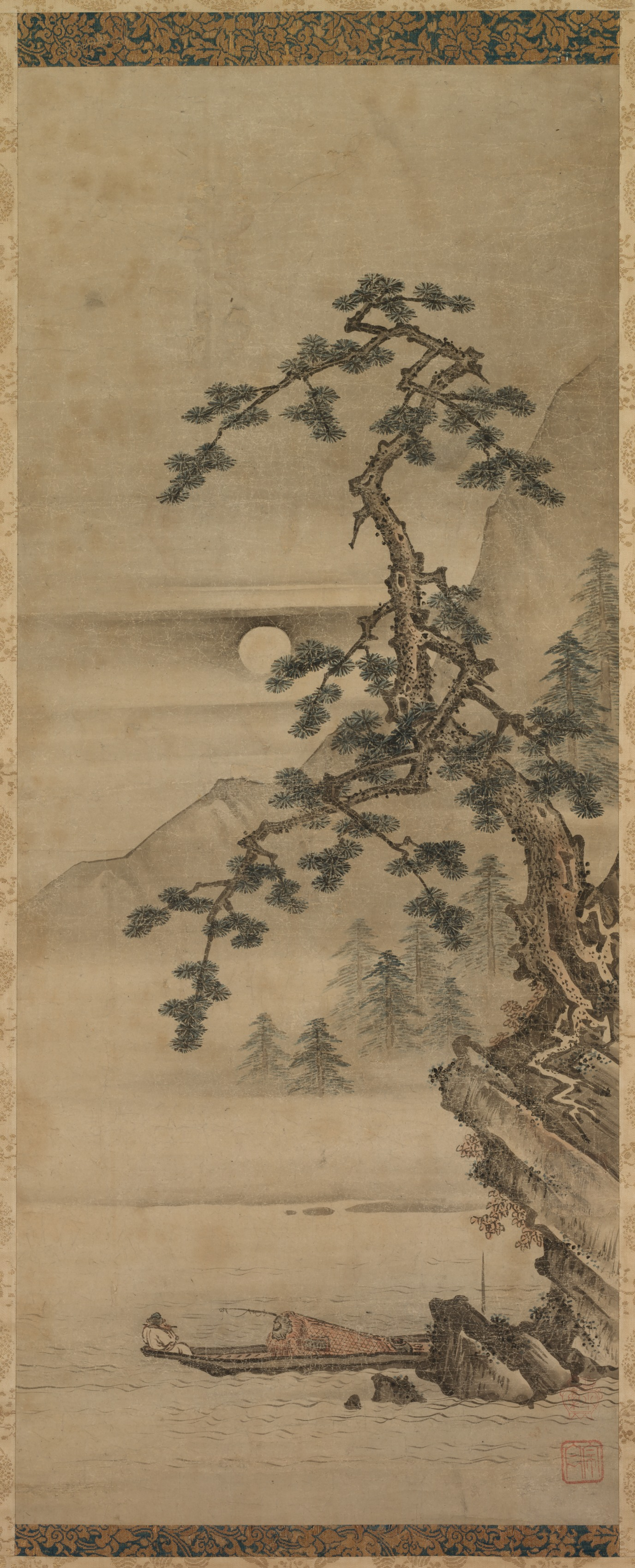
Landschaft mit Mond